# Vicente Huidobro
Vicente García-Huidobro Fernández (10. ledna 1893 Santiago de Chile – 2. ledna 1948 Cartagena), byl chilský básník, zakladatel literárního hnutí kreacionismu. Jeho dílo bylo ovlivněno pařížskou avantgardou, psal ve španělštině i francouzštině. 
Narodil se v chilské metropoli v zámožné rodině; jeho otec pocházel z rodu markýzů de Casa Real a matka byla spisovatelka a feministka María Luisa Fernándezová. Studoval na jezuitské koleji svatého Ignáce, odkud byl vyloučen, pak absolvoval pedagogický ústav Chilské univerzity. Básně psal od dvanácti let, v roce 1911 vydal svoji první sbírku Ecos del alma, o rok později založil literární časopis Musa Joven a v roce 1914 publikoval manifest radikálního rozchodu s uměleckou tradicí, nazvaný Non serviam. 
Od roku 1916 žil v Evropě, v Paříži vydával s Pierrem Reverdym avantgardní časopis Nord-Sud a po vzoru Guillauma Apollinaira experimentoval s kaligramy. Měl také blízko k dadaismu a přispíval do revue L'Esprit Nóuveau, kterou vedl Paul Dermée. Krátce studoval v Berlíně, pak žil v Madridu, kde založil časopis Creación, patřil ke kruhu ultraistů a stýkal se také s Ramónem Gómezem de la Serna. V roce 1925 se Huidobro vrátil do Chile a upozornil na sebe recesistickou kandidaturou na chilského prezidenta.
Huidobrovu tvorbu ovlivnil novoplatonismus, věnoval se také studiu kabaly a astrologie. Vstoupil také do zednářské lóže v Paříži. Byl mezi signatáři Manifestu dimensionismu, v němž Károly Sirató požadoval, aby se umění přtalo neomezovat trojrozměrným světem. Jeho přáteli byli Pablo Picasso (který vytvořil jeho portrét), Tristan Tzara, Le Corbusier, Joaquín Torres-García, Charlie Chaplin, Miguel de Unamuno, Erik Satie a Juan Gris. Výrazným fenoménem chilského kulturního života byla jeho rivalita s Pablem Nerudou, jehož Huidobro obvinil z plagiátorství.
Huidobrova poezie se vyznačuje experimenty s jazykem a neobvyklými metaforami. Jeho nejvýznamnějším dílem je rozsáhlá básnická skladba Altazor, která vyšla v roce 1931 v Madridu. Vycházel z ní ze své koncepce kreacionismu, podle níž by neměl básník svět popisovat, ale stát se bohem, který vytváří svět nový. V duchu kreacionismu psali také Juan Larrea a Gerardo Diego. Je rovněž autorem divadelní hry Gilles de Raiz a románů Mio Cid Campeador a Sátiro o el poder de las palabras, psal filmové a výtvarné kritiky. V roce 1925 byl jako první chilský spisovatel nominován na Nobelovu cenu. 
V roce 1933 vstoupil do komunistické strany, pak přijal islám a šokoval konzervativně katolické Santiago svatbou podle muslimského ritu. Podporoval španělské republikány a zúčastnil se kongresu na obranu kultury ve Valencii. Byl členem chilské surrealistické skupiny La Mandrágora. V roce 1943 mu byla udělena chilská národní cena za literaturu. Na konci druhé světové války odjel do Evropy jako válečný reportér. Vrátil se s podlomeným zdravím a ve věku 54 let zemřel v přímořském letovisku Cartagena na cévní mozkovou příhodu.
V roce 1986 vydala Chilská pošta známku s jeho portrétem. Podle jeho knihy je také pojmenována významná chilská kulturní Cena Altazor. Marcelo Ferrari o něm natočil v roce 2009 životopisný televizní film El Vuelo del Poeta: Una Historia Sobre Vicente Huidobro. Slovensky vyšly výbory Huidobrovy poezie Cesta padákom (1972) a Skryté pagody (2018).